# Peter Hidien
Peter „Chita“ Hidien (* 14. November 1953 in Koblenz) ist ein ehemaliger deutscher Fußball-Abwehrspieler.

## Karriere
Er wuchs in Koblenz-Rübenach auf, spielte im Nachwuchs des FV Rheingold Rübenach (2019 wurde er Ehrenmitglied des Vereins) und ab der C-Jugend als Mittelfeldspieler beim FC Germania Metternich.
Der wegen seiner Haarfarbe „schwarzer Peter“ und seiner Vorliebe für Bananen „Chita“ genannte Hidien wechselte bereits in der Jugend zum Hamburger SV. In der Hansestadt schloss er seine Lehre zum Textilkaufmann ab, die er noch in Koblenz begonnen hatte. Von 1972 bis 1982 spielte der 1,78 Meter große Rechtsverteidiger ausschließlich für den HSV in der Bundesliga. Er gewann mit den Hamburgern zwei Mal (1979, 1982) die deutsche Meisterschaft sowie 1976 den DFB-Pokal. Dazu kamen in den Jahren 1976, 1980 und 1981 noch drei Vize-Meisterschaften. International gewann er 1977 mit dem HSV den Europapokal der Pokalsieger. Außerdem stand er 1980 im Endspiel des Europapokals der Landesmeister und 1982 im Endspiel des UEFA-Pokals. Trainer Ernst Happel musterte ihn während der Saison 1981/82 aus. Hidien erhielt im April 1982 vom HSV die Kündigung. In der Sommerpause 1982 führte er Verhandlungen mit dem FC Schalke 04 und dem Karlsruher SC, zum Vertragsabschluss kam es nicht. Hidien, der in dieser Zeit Arbeitslosengeld erhielt, zog sich daraufhin mit 28 Jahren aus dem Berufsfußball zurück.
Nach seiner Zeit beim HSV und durchgeführter Reamateurisierung wechselte er im September 1982 zum Verbandsligisten Hummelsbütteler SV und wurde beruflich als Verkäufer in einem Sportartikelgeschäft des HuSV-Managers Peter Bartels tätig. Später betrieb er gemeinsam mit Michael Malbranc ein Sportartikelgeschäft in Hamburg-Uhlenhorst.  Nach dem Aufstieg in die Oberliga erreichte er 1985 mit dem HuSV unter Trainer Eugen Igel die Aufstiegsrunde zur 2. Bundesliga. Im Oktober 1985 verließ er Hummelsbüttel wegen einer Knieverletzung, spielte ab November 1985 jedoch wieder für die Mannschaft. Ab Sommer 1986 spielte er für den Verbandsligisten VfL Pinneberg. 1989 wechselte er aus Pinneberg zum Tangstedter SV. Hidien, der bereits während seiner Zeit als HSV-Spieler zusätzlich Trainer des SC Egenbüttel war, trainierte später verschiedene Vereine (Tangstedter SV, Altona 93 II, TuS Hasloh) im Amateurbereich und war in Hasloh lange auch Obmann. Er wurde ebenfalls als Trainer einer Prominentenmannschaft (Nord-Ostsee-Auswahl) tätig, im Rahmen deren Spiele Spenden zur Bekämpfung der Krankheit Mukoviszidose gesammelt werden.
Der in Quickborn wohnhafte Hidien arbeitete bei der Firma Peter Gerdau Tankschutz in Tangstedt als Kundenberater.